# Cumulant (statistiques)
En mathématiques et plus particulièrement en théorie des probabilités et en statistique, les cumulants d'une loi de probabilité sont des coefficients qui ont un rôle similaire à celui des moments. Les cumulants déterminent entièrement les moments et vice versa, c'est-à-dire que deux lois ont les mêmes cumulants si et seulement si elles ont les mêmes moments.  
Le premier cumulant est l'espérance. Le deuxième cumulant est la variance. Le troisième cumulant est le troisième moment centré. En revanche les cumulants d'ordres 4 ou plus ne correspondent plus aux moments centrés. 
L'utilisation des cumulants peut s'avérer utile car ils vérifient notamment la propriété suivante : le n-ième cumulant d'une somme de variables indépendantes est égal à la somme des n-ièmes cumulants de chaque variable de la somme. 
Une loi avec des cumulants κn donnés peut être approchée par un développement d'Edgeworth. 

## Définition
Soit X une variable aléatoire à valeurs réelles. On définit d'abord la fonction génératrice des cumulants KX associée à X : 
{\displaystyle K_{X}(t)=\ln(\mathbb {E} (\mathrm {e} ^{t\cdot X}))}.
Les cumulants κn sont alors définis comme les coefficients dans le développement de KX en série exponentielle : 
{\displaystyle K_{X}(t)=\sum _{n=1}^{\infty }\kappa _{n}{\frac {t^{n}}{n!}}}Ainsi, les cumulants sont donnés par les dérivées en 0 de KX :
{\displaystyle \kappa _{n}=K_{X}^{(n)}(0)~~~\forall n\geq 1.}
Si on note μ = E(X) l'espérance de X et σ2 = E((X − μ)2) sa variance alors on a en particulier que μ = κ1 et σ2 = κ2, c'est-à-dire que :
{\displaystyle K_{X}(t)=\mu t+\sigma ^{2}{\frac {t^{2}}{2}}+\cdots }

## Lien avec d'autres notions

### Lien avec les moments
La fonction génératrice des cumulants est intimement liée à la fonction génératrice des moments de la variable X. Travailler avec la fonction génératrice des cumulants est parfois plus pratique dans la mesure où pour des variables indépendantes X et Y :
{\displaystyle K_{X+Y}(t)=\ln(\mathbb {E} (\mathrm {e} ^{t\cdot (X+Y)}))=\ln(\mathbb {E} (\mathrm {e} ^{tX})\cdot \mathbb {E} (e^{tY}))=\ln(\mathbb {E} (\mathrm {e} ^{tX}))+\ln(\mathbb {E} (\mathrm {e} ^{tY}))=K_{X}(t)+K_{Y}(t).}
Autrement dit, la fonction génératrice des cumulants de la somme de deux variables aléatoires indépendantes est la somme des fonctions génératrices des cumulants de ces variables. Tandis qu'avec la fonction génératrice des moments on obtient :
{\displaystyle M_{X+Y}(t)=\mathbb {E} (\mathrm {e} ^{t\cdot (X+Y)})=\mathbb {E} (\mathrm {e} ^{tX})\cdot \mathbb {E} (\mathrm {e} ^{tY})=M_{X}(t)\cdot M_{Y}(t).}
On remarquera que
{\displaystyle K_{\alpha X}(t)=\ln(\mathbb {E} (\mathrm {e} ^{t\cdot \alpha X}))=K_{X}(\alpha t).}

### Lien avec la fonction caractéristique
Certains auteurs, préfèrent définir la fonction génératrice des cumulants plutôt comme le logarithme népérien de la fonction caractéristique. La fonction génératrice des cumulants prend alors parfois le nom de seconde fonction caractéristique.
{\displaystyle H_{X}(t)=\ln(\mathbb {E} (\mathrm {e} ^{\mathrm {i} tX}))=\sum _{n=1}^{\infty }\kappa _{n}\cdot {\frac {(\mathrm {i} t)^{n}}{n!}}=\mu \mathrm {i} t-\sigma ^{2}{\frac {t^{2}}{2}}+\cdots }
Un avantage apparent à utiliser H(t) — soit évaluer K(t) pour une valeur imaginaire pure — est que E[eitX] est bien défini pour tout t réel alors que ce n'est pas toujours le cas de E[etX], comme dans les cas où la probabilité est élevée que X ait de grandes valeurs. Cependant, la longueur de la série sera la même entre H et K, et peut donc ne pas se prolonger au-delà de l'ordre 1 en argument, et donc le nombre de cumulants biens définis ne changera pas. Cependant, même si la série de H(t) est lacunaire, on peut l'utiliser dans l'analyse et l'ajout de variables aléatoires. Les lois de type Cauchy ou stables sont des exemples de distributions où seuls quelques cumulants sont bien définis. 

La caractérisation des cumulants est valide même pour les lois dont les moments d'ordres supérieurs n'existent pas.

## Cumulants de quelques distributions discrètes
| Nom de la loi          | Paramètres                                                    | Fonction génératrice des cumulants KX                               | Cumulants κn |
| ---------------------- | ------------------------------------------------------------- | ------------------------------------------------------------------- | --- |
| Mesure de Dirac        | {\displaystyle x\in \mathbb {R} }                             | {\displaystyle tx}                                                  | {\displaystyle \left\{{\begin{array}{ll}\kappa _{1}=x&\\\kappa _{n}=0&{\text{ pour }}n\geq 2\end{array}}\right.}                                                                         |
| Loi de Bernoulli       | {\displaystyle p\in [0;1]}                                    | {\displaystyle \ln(p\mathrm {e} ^{t}+1-p)}                          | {\displaystyle \left\{{\begin{array}{ll}\kappa _{1}=p&\\\kappa _{2}=p(1-p)&\\\kappa _{n+1}=p(1-p){\frac {{\rm {d}}\kappa _{n}}{{\rm {d}}p}}&{\text{ pour }}n\geq 1\end{array}}\right.}   |
| Loi géométrique        | {\displaystyle p\in [0;1]}                                    | {\displaystyle \ln(p\mathrm {e} ^{t})-\ln(1-(1-p)\mathrm {e} ^{t})} | {\displaystyle \left\{{\begin{array}{ll}\kappa _{1}={\frac {1}{p}}&\\\kappa _{2}={\frac {1-p}{p^{2}}}&\end{array}}\right.}                                                               |
| Loi de Poisson         | {\displaystyle \lambda >0}                                    | {\displaystyle \lambda (\mathrm {e} ^{t}-1)}                        | {\displaystyle \kappa _{n}=\lambda {\text{ pour }}n\geq 1} |
| Loi binomiale          | {\displaystyle n\in \mathbb {N} ^{*},\,p\in [0;1]}            | {\displaystyle n\ln(p\mathrm {e} ^{t}+1-p)}                         | {\displaystyle \left\{{\begin{array}{ll}\kappa _{1}=np&\\\kappa _{2}=np(1-p)&\\\kappa _{n+1}=p(1-p){\frac {{\rm {d}}\kappa _{n}}{{\rm {d}}p}}&{\text{ pour }}n\geq 1\end{array}}\right.} |
| Loi binomiale négative | {\displaystyle n\in \mathbb {N} ^{*},\,p\in \left]0;1\right]} | {\displaystyle n\ln(p)-n\ln[1-(1-p)\mathrm {e} ^{t}]}               | {\displaystyle \left\{{\begin{array}{ll}\kappa _{1}={\frac {n(1-p)}{p}}&\\\kappa _{2}={\frac {n(1-p)}{p^{2}}}&\end{array}}\right.}                                                       |

En introduisant {\displaystyle \varepsilon ={\frac {\sigma ^{2}}{\mu }}={\frac {\kappa _{2}}{\kappa _{1}}}}, les distributions précédentes donnent une formule unifiée pour les deux premières dérivées de la fonction génératrice des cumulants :
{\displaystyle K_{X}'(t)={\frac {\mu }{1+\varepsilon \cdot (\mathrm {e} ^{-t}-1)}}}
et
{\displaystyle K_{X}''(t)={\frac {K_{X}'(t)}{1+\mathrm {e} ^{t}\cdot (\varepsilon ^{-1}-1)}}}.
Cela confirme que le premier cumulant est κ1 = μ et que le second cumulant est κ2 = με.
Les variables aléatoires constantes X = x sont telles que ε = 0. Les lois binomiales vérifient ε = 1 − p si bien que 0 < ε < 1.
Les lois de Poisson vérifient ε = 1 tandis que les lois binomiales négatives se caractérisent par ε = 1/p si bien que ε > 1. Il faut noter l'analogie avec l'excentricité des coniques : cercles ε = 0, ellipses 0 < ε < 1, paraboles ε = 1, hyperboles ε > 1.

## Cumulants de certaines lois continues
| Nom de la loi         | Paramètres                                           | Fonction génératrice des cumulants KX                                        | Cumulants κn |
| --------------------- | ---------------------------------------------------- | ---------------------------------------------------------------------------- | --- |
| Loi uniforme continue | {\displaystyle [-1;0]}                               | {\displaystyle \ln(1-\mathrm {e} ^{-t})-\ln(t)}                              | {\displaystyle \kappa _{n}={\frac {B_{n}}{n}}{\text{ pour }}n\geq 1} où Bn est le n-ième nombre de Bernoulli                                  |
| Loi normale           | {\displaystyle \mu \in \mathbb {R} ,\,\sigma ^{2}>0} | {\displaystyle \mu t+{\frac {\sigma ^{2}t^{2}}{2}}}                          | {\displaystyle \left\{{\begin{array}{ll}\kappa _{1}=\mu &\\\kappa _{2}=\sigma ^{2}&\\\kappa _{n}=0&{\text{ pour }}n\geq 3\end{array}}\right.} |
| Loi exponentielle     | {\displaystyle \lambda >0}                           | {\displaystyle -\ln \left(1-{\frac {t}{\lambda }}\right),\forall t<\lambda } | {\displaystyle \kappa _{n}={\frac {(n-1)!}{\lambda ^{n}}}.}                                                                                   |

## Quelques propriétés des cumulants

### Invariance
Les cumulants vérifient pour tout variable aléatoire X et tout constante c les relations : κ1(X + c) = κ1(X) + c et κn(X + c) = κn(X) pour n ≥ 2. Pour résumer, c est ajouté au premier cumulant, et tous les cumulants d'ordre supérieur sont inchangés.

### Homogénéité
Le n-ième cumulant est homogène de degré n, c'est-à-dire si c est une constante, alors :
{\displaystyle \kappa _{n}(cX)=c^{n}\kappa _{n}(X).}

### Additivité
Si X et Y sont indépendants, alors les cumulants de la somme sont les sommes des cumulants :
{\displaystyle \kappa _{n}(X+Y)=\kappa _{n}(X)+\kappa _{n}(Y).}

### Un résultat en demi-teinte
Sachant les résultats des cumulants de la loi normale, on pourrait espérer trouver des distributions pour lesquelles κm = κm+1 = ... = 0 pour un m > 3, et où les cumulants d'ordre inférieur (ordres 3 à m-1) sont non nuls. Il n'existe pas de telles distributions. Ainsi, la fonction génératrice des cumulants ne peut être un polynôme de degré fini supérieur à 2.
On peut cependant approcher une distribution de cumulants donnés par une série d'Edgeworth.

### Cumulants et moments
La fonction génératrice des moments est :
{\displaystyle \sum _{n=0}^{\infty }{\frac {m_{n}t^{n}}{n!}}=\exp \left(\sum _{n=0}^{\infty }{\frac {\kappa _{n}t^{n}}{n!}}\right)=\exp(K_{X}(t)).}
si bien que la fonction génératrice des cumulants est le logarithme de la fonction génératrice des moments. Le premier cumulant est l'espérance ; les deuxième et troisième cumulants sont respectivement les deuxième et troisième moments centrés (le moment centré d'ordre 2 est la variance) ; mais les cumulants d'ordre supérieur ne sont pas égaux aux moments non centrés, pas plus qu'aux moments centrés. Ce sont plutôt des polynômes de ces moments.
Les cumulants sont liés aux moments par la formule de récurrence :
{\displaystyle \kappa _{n}=m_{n}-\sum _{k=1}^{n-1}{\binom {n-1}{k-1}}\,\kappa _{k}\,m_{n-k}.}
Le n-ème moment mn est un polynôme de degré n des n premiers cumulants :
{\displaystyle m_{1}=\kappa _{1}}
{\displaystyle m_{2}=\kappa _{2}+\kappa _{1}^{\ 2}}
{\displaystyle m_{3}=\kappa _{3}+3\kappa _{2}\kappa _{1}+\kappa _{1}^{\ 3}}
{\displaystyle m_{4}=\kappa _{4}+4\kappa _{3}\kappa _{1}+3\kappa _{2}^{\ 2}+6\kappa _{2}\kappa _{1}^{\ 2}+\kappa _{1}^{\ 4}}
{\displaystyle m_{5}=\kappa _{5}+5\kappa _{4}\kappa _{1}+10\kappa _{3}\kappa _{2}+10\kappa _{3}\kappa _{1}^{\ 2}+15\kappa _{2}^{\ 2}\kappa _{1}+10\kappa _{2}\kappa _{1}^{\ 3}+\kappa _{1}^{\ 5}}
{\displaystyle m_{6}=\kappa _{6}+6\kappa _{5}\kappa _{1}+15\kappa _{4}\kappa _{2}+10\kappa _{3}^{\ 2}+15\kappa _{4}\kappa _{1}^{\ 2}+60\kappa _{3}\kappa _{2}\kappa _{1}+15\kappa _{2}^{\ 3}+20\kappa _{3}\kappa _{1}^{\ 3}+45\kappa _{2}^{\ 2}\kappa _{1}^{\ 2}+15\kappa _{2}\kappa _{1}^{\ 4}+\kappa _{1}^{\ 6}}
Les coefficients sont précisément ceux qui apparaissent dans les polynômes de Bell et, par conséquent, dans la formule de Faà di Bruno.
Les moments mn ne doivent pas être confondus avec les moments centrés μn. Pour exprimer les moments centraux en fonction des cumulants, il suffit de poser κ1=0 :
{\displaystyle \mu _{1}=0}
{\displaystyle \mu _{2}=\kappa _{2}}
{\displaystyle \mu _{3}=\kappa _{3}}
{\displaystyle \mu _{4}=\kappa _{4}+3\kappa _{2}^{\ 2}}
{\displaystyle \mu _{5}=\kappa _{5}+10\kappa _{3}\kappa _{2}}
{\displaystyle \mu _{6}=\kappa _{6}+15\kappa _{4}\kappa _{2}+10\kappa _{3}^{\ 2}+15\kappa _{2}^{\ 3}}
{\displaystyle \mu _{7}=\kappa _{7}+21\kappa _{5}\kappa _{2}+35\kappa _{4}\kappa _{3}+105\kappa _{3}\kappa _{2}^{\ 2}}
{\displaystyle \mu _{8}=\kappa _{8}+28\kappa _{6}\kappa _{2}+56\kappa _{5}\kappa _{3}+35\kappa _{4}^{\ 2}+210\kappa _{4}\kappa _{2}^{\ 2}+280\kappa _{3}^{\ 2}\kappa _{2}+105\kappa _{2}^{\ 4}}

## Lien avec la physique statistique
En physique statistique, un système à l'équilibre avec un bain thermique à température {\displaystyle k_{b}T=1/\beta } peut occuper des états d'énergie {\displaystyle E}. Soit {\displaystyle f(E)} la densité d'états d'énergie {\displaystyle E}. La fonction de partition du système est donnée par 
{\displaystyle Z(\beta )=\langle \exp(-\beta E)\rangle }.
L'énergie libre du système est définie par 
{\displaystyle F(\beta )=(-1/\beta )\ln(Z)}.
L'énergie libre du système donne accès à l'ensemble des propriétés thermodynamiques du système comme son énergie interne, son entropie, sa chaleur spécifique…

## Histoire
Les cumulants ont été définis en 1889 par l'astronome, mathématicien et actuaire danois Thorvald Nicolai Thiele (1838 - 1910). Thiele les appelle alors half-invariants (demi-invariants). Il faut attendre 1931 pour trouver l'appellation cumulants dans l'article « The derivation of the pattern formulae of two-way partitions from those of simpler patterns » par Ronald Aylmer Fisher et John Wishart (Proceedings of the London Mathematical Society, Series 2, v. 33, p. 195-208). L'historien Stephen Stigler reporte que le nom cumulant fut suggéré à Fisher dans une lettre de Harold Hotelling. La fonction de partition pour l'ensemble canonique en physique statistique a été définie par Josiah Willard Gibbs en 1901.